# Красный Городок (Брянская область)
Красный Городок — поселок в Красногорском районе Брянской области в составе Перелазского сельского поселения.

## География
Находится в западной части Брянской области на расстоянии приблизительно 7 км на запад-юго-запад по прямой от районного центра поселка Красная Гора на берегу реки Беседь.

## История
Упоминался с 1920-х годов. В середине XX века работал колхоз «Красная заря». До Великой Отечественной войны преобладало белорусское население. На карте 1941 года отмечен как поселение с 57 дворами.

## Население
320 человек (1926), 36 человек (2002), 26 человек (2010).